# Bloch MB.120
Bloch MB.120 – francuski samolot pasażerski i transportowy z okresu okresu międzywojennego. 

## Historia
W 1930 roku francuskie lotnictwo ogłosiło konkurs na samolot dla policji i wojsk kolonialnych. Do tego konkursu przystąpiła także wytwórnia Société des Avions Marcel Bloch, która przedstawiła samolot pasażerski MB.120. Konstrukcja samolotu była oparta na konstrukcja wcześniejszych samolotów tej wytwórni. Jego konstrukcja stała się także podstawą do równolegle projektowanego samolotu bombowego Bloch MB.200.
Prototyp samolotu został oblatany 24 października 1934 roku. Samolot ten wygrał w konkursie na samolot dla wojsk kolonialnych i wojsko zamówiło 5 samolotów tego typu. Następnie 6 samolotów tego typu zakupiły linie lotnicze, które obsługiwały linie do francuskich kolonii w Afryce.
Łącznie wyprodukowano 11 samolotów tego typu.

## Użycie w lotnictwie
Samoloty Bloch MB-120 w ilości 5 sztuk zostały zakupione przez wojsko francuskie i służyły do transportu osób i ładunków dla francuskich wojsk kolonialnych w Afryce. Były użytkowane do czasu ich technicznego zużycia.
Natomiast 6 samolotów tego typu zostało zakupione przez państwową francuską linię lotniczą Régie Air Afrique, która prowadziła regularne loty na terenie Afryki na trasie Algier – Niamey – Fort Lamy – Brazzaville od 1934 roku. W 1935 roku przekazano dwa tego typu samoloty linią lotniczym Service de la Navigation Aérienne de Madagascar, która obsługiwała linię lotniczą na trasie Tananarive – Brokem Hil – Brazzaville. Samoloty te zazwyczaj przewoziły kilku pasażerów i znaczny ładunek pocztowy. Były użytkowane do czasu ich technicznego zużycia co nastąpiło przed II wojną światową. Przy czym dwa z nich o numerach rejestracyjnym F-AMSZ i F-ANTK były użytkowanej jeszcze w 1942 roku. 

## Opis techniczny
Samolot MB-120 były samonośnymi, całkowicie metalowymi górnopłatem. 
Napęd stanowiły trzy silniki gwiazdowe o mocy 330 KM (220 kW) z owiewkami Townend, jeden umieszczony z przodu kadłuba a dwa umieszczone w gondolach na skrzydłach. Silniki napędzały dwułopatowymi metalowymi regulowanymi śmigłami. 
W kadłubie znajdowała się kabina pasażerska dla 10 osób, która mogła być również przystosowana do przewozu ładunku o masie 800 kg. Zazwyczaj część kabina była pasażerska a pozostał część stanowiła luk bagażowy. 